# منبع
منبع، چیزی است که از آن سود حاصل می‌شود و سودمندی دارد. منابع می‌توانند به‌طور گسترده‌ای، با توجه به در دسترس بودن آنها طبقه‌بندی شوند - آنها به منابع تجدیدپذیر و تجدیدناپذیر طبقه‌بندی می‌شوند. نمونه‌هایی از منابع تجدیدناپذیر عبارتند از زغال‌سنگ، نفت خام و غیره. نمونه‌هایی از منابع تجدیدپذیر شامل هوا، آب، گاز طبیعی، باد، انرژی خورشیدی و غیره می‌شوند. آنها همچنین می‌توانند بر اساس سطح توسعه و استفاده به عنوان واقعی و بالقوه طبقه‌بندی شوند، بر اساس منشأ آنها می‌توانند به زیستی و غیرزیستی طبقه‌بندی شوند و براساس پراکندگی آنها به عنوان همه‌جایی و محلی (منابع خصوصی، اجتماعی، منابع مشهور، منابع طبیعی، منابع بین‌المللی) طبقه‌بندی شوند. یک مورد با گذشت زمان و توسعهٔ فناوری می‌تواند به یک منبع تبدیل شود. به‌طور معمول، منابع ماده، انرژی، خدمات، کارکنان، دانش یا دارایی‌های دیگری هستند که به تولیدکنندهٔ سود تبدیل شده‌اند و در این فرایند ممکن است مصرف شوند یا در دسترس نباشند. مزایای استفاده از منابع ممکن است شامل افزایش ثروت، عملکرد صحیح یک سیستم یا بهبود رفاه باشد. از دیدگاه انسانی، یک منبع طبیعی هر چیزی است که از محیط به دست می‌آید تا نیازها و خواسته‌های انسان را برآورده سازد. از دیدگاه گسترهٔ زیست‌شناختی یا زیست‌محیطی، یک منبع نیازهای یک جاندار زنده را برآورده می‌کند (به منابع زیستی مراجعه کنید).
مفهوم منابع در بسیاری از مناطق تأسیس‌شده کار، در اقتصاد، زیست‌شناسی و محیط زیست، علوم کامپیوتر، مدیریت و منابع انسانی توسعه یافته است - به عنوان مثال - با مفاهیم رقابت، پایداری، حفاظت، و مباشرت. در کاربردهای جامعه بشری، عوامل تجاری یا غیرتجاری نیاز به تخصیص منابع از طریق مدیریت منابع دارند.

## اقتصادی
در اقتصاد، یک منبع به عنوان خدمات یا دارایی‌های دیگری برای تولید کالاها و خدماتی که نیازها و خواسته‌های بشر را برآورده می‌کند، شناخته شده است. اقتصاد به عنوان مطالعه چگونگی مدیریت و تخصیص منابع کمیاب برای جامعه خود تعریف شده است. اقتصاد کلاسیک سه دسته از منابع را به رسمیت می‌شناسد که به آنها عوامل تولید نیز گفته می‌شود: زمین، نیروی کار و سرمایه. زمین شامل کلیه منابع طبیعی است و هم به عنوان محل تولید و هم به عنوان منبع مواد اولیه شناخته می‌شود. نیروی کار یا نیروی انسانی شامل تلاش انسان در ایجاد محصولاتی است که با دستمزد پرداخت می‌شوند. سرمایه شامل کالاهای ساخته‌شده توسط انسان یا وسایل تولیدی (ماشین آلات، ساختمان‌ها و سایر زیرساخت‌ها) است که در تولید کالاها و خدمات دیگر مورد استفاده قرار می‌گیرد.

## زیستی
در زیست‌شناسی و محیط زیست، یک منبع به عنوان ماده‌ای تعریف شده است که توسط یک جاندار زنده برای رشد، نگهداری و تولیدمثل طبیعی لازم است (به منابع زیستی مراجعه کنید). منابع اصلی برای جانوران مواد غذایی، آب و قلمرو است. برای گیاهان منابع کلیدی شامل نور خورشید، مواد مغذی، آب و مکانی برای رشد است. منابع، توسط یک ارگانیسم قابل مصرف هستند و در نتیجه در دسترس دیگر جانداران قرار نمی‌گیرند. رقابت برای منابع از برابری کامل متفاوت است (همه افراد صرف نظر از اندازه آنها مقدار یکسان از منابع را دریافت می‌کنند) تا اندازه متقارن کاملاً بزرگ (همه افراد از همان مقدار منبع در هر زیست توده واحد سوء استفاده کنند) تا کاملاً نامتقارن (بزرگ‌ترین افراد از همه استفاده کنند منبع موجود) درجه نابرابری اندازه تأثیر عمده‌ای بر ساختار و تنوع جوامع زیست‌محیطی دارد، به عنوان مثال. در جوامع گیاهی رقابت نامتقارن اندازه برای نور اثر قوی‌تر بر تنوع در مقایسه با رقابت برای منابع خاک دارد.

### اقتصادی در مقابل زیست‌شناختی
سه تفاوت اساسی بین دیدگاه‌های اقتصادی و زیست‌محیطی وجود دارد: ۱) تعریف منابع اقتصادی انسان‌محور (انسان‌شناسی) و تعریف منابع زیستی یا زیست‌محیطی طبیعت‌محور است (زیست‌سنجی یا طبیعت‌محور). ۲) دیدگاه اقتصادی شامل میل به همراه نیاز است، در حالی که دیدگاه زیست‌شناختی در مورد نیازهای اساسی زیستی است؛ و ۳) سیستم‌های اقتصادی مبتنی بر بازارهای مبادله‌ای برای کالاها و خدمات هستند، در حالی که سیستم‌های زیست‌شناختی بر پایهٔ فرایندهای طبیعی رشد، نگهداری و تولیدمثل هستند.